# LOTTO Bayern Eisarena Königssee

Mappa della pista di Königssee

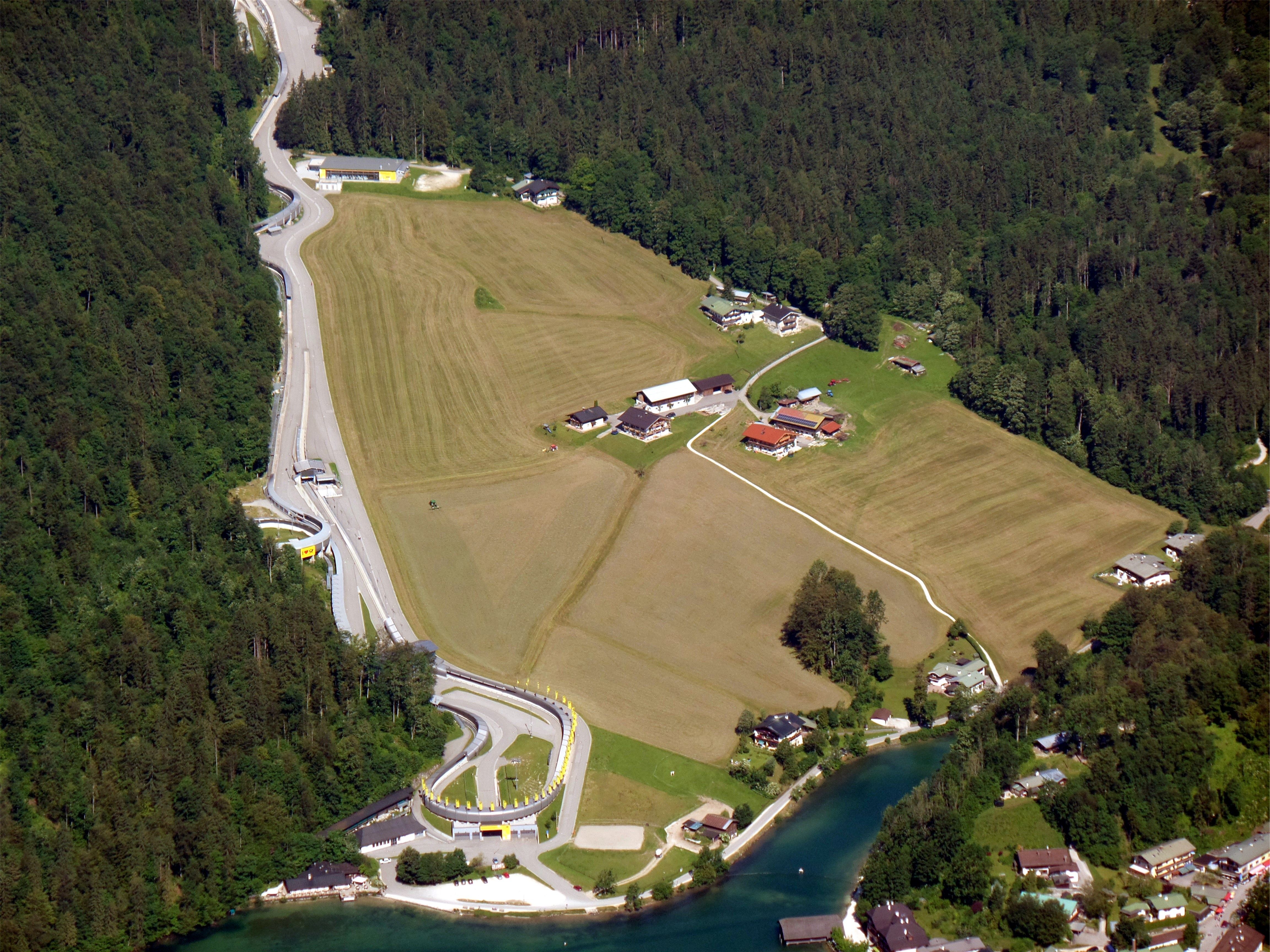
Veduta aerea della pista

La Kunsteisbahn am Königssee (in italiano: Pista artificiale sul Königssee), dal 2016 denominata ufficialmente Deutsche Post Eisarena Königssee e nel 2019 rinominata in LOTTO Bayern Eisarena Königssee, è un tracciato per bob, slittino e skeleton che si trova a Schönau am Königssee, in Germania, vicino al lago Königssee (in tedesco "lago del re"). Completata nel 1968, è stata la prima pista permanente al mondo per bob, skeleton e slittino refrigerata artificialmente.

## Storia
Nel 1967, Königssee ha ospitato i campionati europei di slittino e le gare si sono disputate su una pista raffreddata naturalmente. Alcuni mesi più tardi si è deciso di costruire una struttura permanente ed inoltre raffreddata artificialmente. Il tracciato, inizialmente adibito al solo slittino, è stato completato nel 1968. La prima competizione a livello internazionale si è svolta l'anno seguente con i campionati mondiali di slittino. Il 3 ed il 4 dicembre 1977 questa pista ha ospitato la prima gara di Coppa del Mondo di slittino della storia ed hanno vinto l'italiano Paul Hildgartner nello slittino uomini, Andrea Fendt nello slittino donne e gli italiani Peter Gschnitzer e Karl Brunner nello slittino doppio. Il bob ha fatto la comparsa su questa pista negli anni '70 in occasione dei campionati mondiali di questa specialità; per la prima volta un tracciato ha ospitato sia i campionati mondiali di bob che di slittino nello stesso anno, ad eccezione di annate olimpiche (la pista di Igls in Austria è stata la prima a fare ciò ai Giochi Olimpici di Innsbruck nel 1976). Le gare di skeleton sono iniziate alla fine degli anni '70 ed ha ospitato nel 1990 i campionati del mondo. Nell'ottobre 2008 è stato annunciato che la pista sarebbe stata ristrutturata nel periodo compreso tra il 2010 ed il 2016. Il costo totale del rinnovamento è stato di 21,7 milioni di euro e il tutto è stato fatto anche per sostenere la candidatura di Monaco per i Giochi Olimpici del 2018. La ristrutturazione include l'allargamento della linea d'arrivo e la costruzione di un edificio vicino alla curva 16 è prevista per il 2012. Per quanto riguarda la zona di partenza, i lavori inizieranno nel 2014 e termineranno nel 2016. Il 28 febbraio 2009 è stato annunciato che l'impianto avrebbe ospitato i campionati mondiali di bob del 2011 dopo che Cortina d'Ampezzo, che si era aggiudicata la votazione, si è ritirata per problemi logistici e alla pista Eugenio Monti. La 29ª ed ultima gara di Coppa del Mondo con la pista previa ristrutturazione si è disputata il 2 ed il 3 gennaio 2010. Le gare di bob e skeleton si sono invece disputate la settimana seguente.
Il rinnovamento del tracciato ha avuto luogo durante l'estate del 2010. Alla fine di marzo 2010, il Turbodrom ha preso fuoco successivamente a dei lavori di saldatura ed è stato seriamente danneggiato. La refrigerazione dell'impianto di ristrutturazione è stata eseguita nel dicembre 2010 e l'ammoniaca è stata pompata il giorno 18 del mese. Il campione olimpico Felix Loch è sceso per la prima volta lungo la pista di slittino il 23 dicembre, giusto in tempo per la gara di Coppa del Mondo tenutasi il 6 gennaio 2011.

## Statistiche

### Caratteristiche tecniche
| Disciplina                      | Lunghezza  | Curve | Dislivello | Pendenza |
| ------------------------------- | ---------- | ----- | ---------- | -------- |
| Slittino singolo uomini         | 1332 metri | 18    |            | 10.35%   |
| Slittino singolo donne e doppio | 1216 metri | 13    |            | 9.20%    |
| Bob e Skeleton                  | 1244 metri | 13    | 117        | 9.30%    |

La pista ha un dislivello verticale di 117 metri dalla partenza dei bob fino al traguardo.

### Curve
| Numero curva | Nome                         | Motivazione |
| ------------ | ---------------------------- | --- |
| 1            |                              | Leggera piega verso destra che si incontra appena al termine della fase di spinta |
| 2            | Watzmannkurve                | La combinazione delle curve 2 e 3 viene detta Eiskapelle (in tedesco "cappella di ghiaccio") |
| 3            | Grünsteinkurve               | La combinazione delle curve 2 e 3 viene detta Eiskapelle (in tedesco "cappella di ghiaccio") |
| 5            | Brückenkurve                 | In tedesco "curva del ponte" |
| 6            | Teufelsmühle                 | In tedesco "mulino del diavolo" |
| 7, 8, 9, 10  | Schlangengrube/S-Kombination | In tedesco "tana del serpente"/ Labirinto (quattro curve in rapida successione senza un rettilineo di collegamento) |
| 11           |                              | sezione apparentemente rettilinea se si guarda la mappa ma presenta prima una piega verso destra subito dopo l'uscita dallo Schlangengrube e una leggera "s" prima di immettersi nella curva 12 che porta poi al Turbodrom. |
| 12           | Jennerkurve                  | si affaccia sul Monte Jenner, sede di una stazione sciistica. Piega verso sinistra che immette nel Turbodrom. |
| 13           | Turbodrom                    | Curva circolare a 320 gradi (kreisel) |
| 14           | Kehlsteinkurve               | si affaccia sul Monte Kehlstein, alla cui sommità si trova il Nido dell'aquila, antica residenza di Adolf Hitler |
| -            | Labyrinth                    | "Labirinto", breve serpentina posta appena prima dell'imbocco alla curva 15. Non le viene assegnato un numero nel diagramma della pista                                                                                     |
| 15           | Seekurve                     | In tedesco "curva del lago". Si affaccia proprio sul lago Königssee |
| 16           | Echowand                     | in tedesco "muro dell'eco" |
| 17           | Zielkurve                    | in tedesco "curva dell'arrivo" (in realtà è la penultima) |
| 18           | Zielhauskurve                | in tedesco "curva del casotto dell'arrivo" (poco prima della linea del traguardo) |

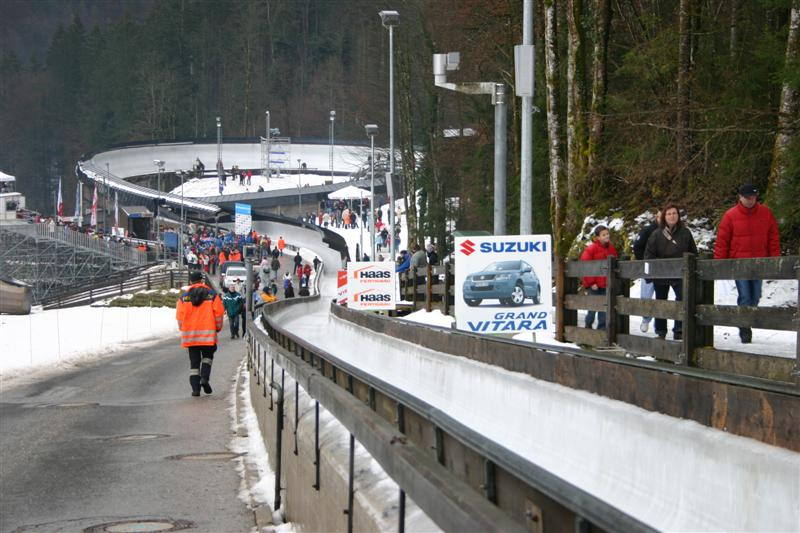
Veduta delle curve 12 (Jennerkurve) e 13 (Turbodrom)

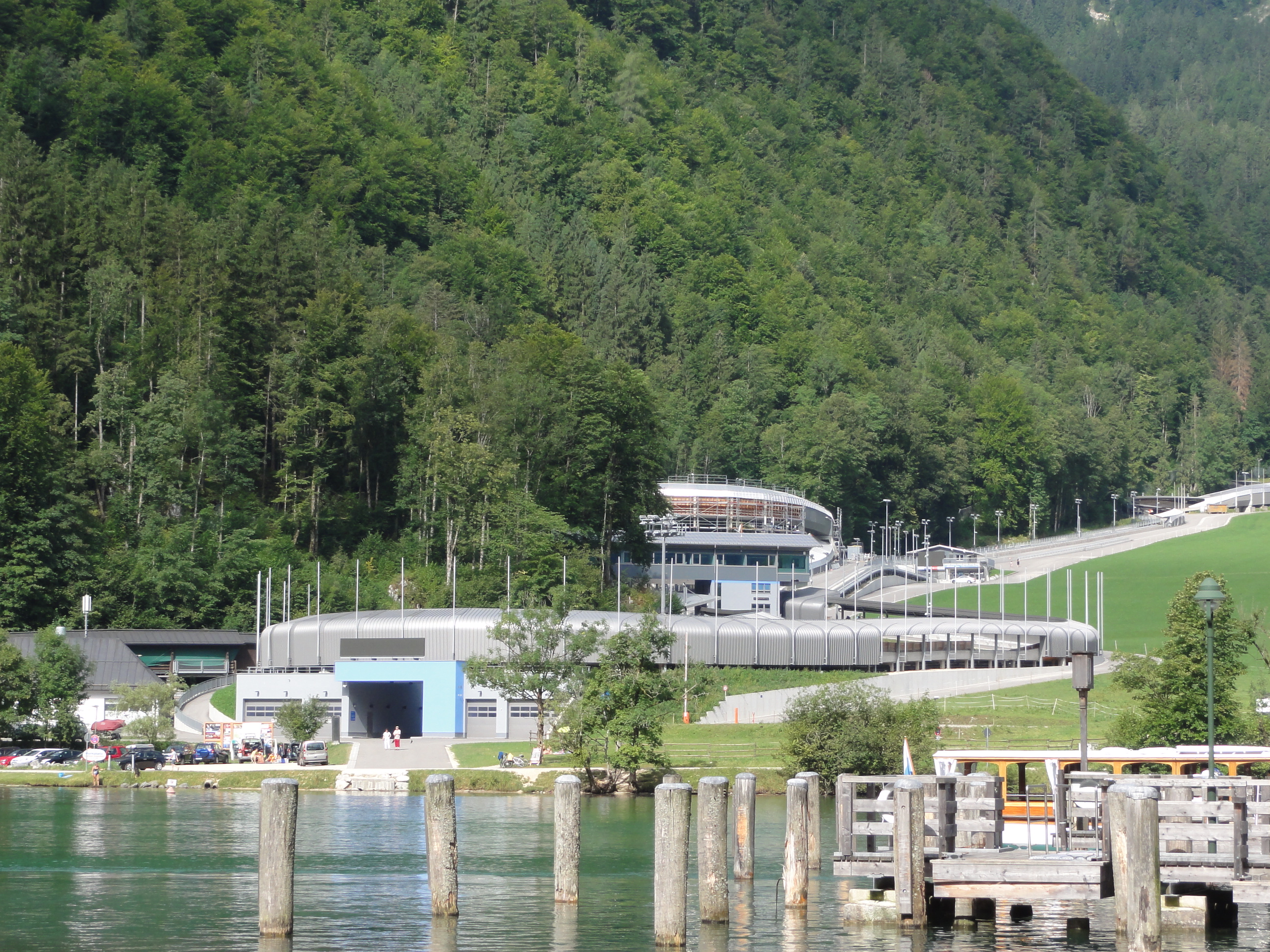
Veduta dal lago, in primo piano la curva 16 (Echowand)

Le curva 4 non ha un nome prestabilito nel diagramma della pista.

### Record della pista[17]
| Disciplina               | Record   | Nazione     | Atleta(i)                                                        | Data             | Tempo    |
| ------------------------ | -------- | ----------- | ---------------------------------------------------------------- | ---------------- | -------- |
| Bob a due uomini         | Spinta   | Lettonia    | Oskars Melbārdis/Intars Dambis                                   | 22 novembre 2011 | 4.77     |
| Bob a due uomini         | Pista    | Svizzera    | Francesco Friedrich/Thorsten Margis                              | 12 dicembre 2015 | 49.20    |
| Bob a due donne          | Spinta   | Stati Uniti | Elana Meyers-Taylor/Cherrelle Garrett                            | 16 gennaio 2015  | 5.13     |
| Bob a due donne          | Pista    | Germania    | Elana Meyers-Taylor/Cherrelle Garrett                            | 16 gennaio 2015  | 50.28    |
| Bob a quattro uomini     | Spinta   | Lettonia    | Oskars Melbārdis/Daumants Dreiškens/Arvis Vilkaste/Jānis Strenga | 26 gennaio 2014  | 4.76     |
| Bob a quattro uomini     | Pista    | Germania    | Manuel Machata/Richard Adjei/Andreas Bredau/Christian Poser      | 27 febbraio 2011 | 48.65    |
| Skeleton uomini          | Partenza | Russia      | Aleksandr Tret'jakov                                             | 14 gennaio 2016  | 4.53     |
| Skeleton uomini          | Pista    | Lettonia    | Martins Dukurs                                                   | 12 dicembre 2015 | 50.03    |
| Skeleton donne           | Partenza | Russia      | Elena Nikitina                                                   | 11 dicembre 2015 | 4.86     |
| Skeleton donne           | Pista    | Germania    | Tina Hermann                                                     | 11 dicembre 2015 | 51.41    |
| Slittino singolo uomini  | Spinta   | Germania    | Johannes Ludwig                                                  | 6 gennaio 2013   | 3.268    |
| Slittino singolo uomini  | Pista    | Germania    | Felix Loch                                                       | 29 dicembre 2015 | 48.954   |
| Slittino singolo donne   | Spinta   | Germania    | Natalie Geisenberger                                             | 5 gennaio 2011   | 2.946    |
| Slittino singolo donne   | Pista    | Germania    | Natalie Geisenberger                                             | 4 gennaio 2014   | 50.202   |
| Slittino doppio          | Spinta   | Germania    | Tobias Wendl/Tobias Arlt                                         | 4 gennaio 2014   | 2.819    |
| Slittino doppio          | Pista    | Germania    | Tobias Wendl/Tobias Arlt                                         | 30 gennaio 2016  | 49.311   |
| Slittino staffetta mista | Totale   | Germania    | Natalie Geisenberger, Felix Loch, Tobias Wendl/Tobias Arlt       | 29 dicembre 2015 | 2:42:000 |

## Campionati disputatisi
- Campionati mondiali di slittino: 1969, 1970, 1974, 1979, 1999, 2016.
- Campionati mondiali di bob: 1979[18], 1986[18], 2004, 2011, 2017.
- Campionati mondiali di skeleton: 1990[18], 2004, 2011, 2017..
- Campionati europei di slittino: 1967 (tracciato naturale), 1972, 1973, 1977, 1988, 1994, 2017.
- Campionati europei di bob: 1971[18], 1992[18], 1997[18], 2001[18], 2014.
- Campionati europei di skeleton: 1982[18], 2007, 2014.
- Campionati mondiali juniores di slittino[19]: 1986, 1991, 2003, 2012.
- Campionati mondiali juniores di bob: 2003, 2009.
- Campionati mondiali juniores di skeleton: 2003, 2009.